# بالم سبرينغس
بالم سبرينغس (Palm Springs) هي مدينة بولاية كاليفورنيا بالولايات المتحدة، يبلغ عدد سكانها 45.731 نسمة.

## التركيبة السكانية
حدّد مكتب تعداد الولايات المتحدة بيانات التركيبة السكانية لبالم سبرينغس في تعداد الولايات المتحدة. في ما يلي، التركيبة السكانية حسب تعدادي 2000 و2010.

### تعداد عام 2000
بلغ عدد سكان بالم سبرينغس 42,807 نسمة بحسب تعداد عام 2000، وبلغ عدد الأسر 20,516 أسرة وعدد العائلات 9,464 عائلة مقيمة في المدينة. في حين سجلت الكثافة السكانية 174.6 نسمة لكل كيلومتر مربع (452.2/ميل2). وبلغ عدد الوحدات السكنية 30,823 وحدة بمتوسط كثافة قدره 125.7 لكل كيلومتر مربع (325.6/ميل2).
وتوزع التركيب العرقي للمدينة بنسبة 78.33% من البيض و3.93% من الأمريكيين الأفارقة و0.94% من الأمريكيين الأصليين و3.83% من الأمريكيين ذوي الأصول الآسيوية و0.14% من سكان جزر المحيط الهادئ و9.78% من الأعراق الأخرى و3.06% من عرقين مختلطين أو أكثر و23.72% من الهسبانيون أو اللاتينيون من أي عرق.
بلغ عدد الأسر 20,516 أسرة كانت نسبة 18.3% منها لديها أطفال تحت سن الثامنة عشر تعيش معهم، وبلغت نسبة الأزواج القاطنين مع بعضهم البعض 34% من أصل المجموع الكلي للأسر، ونسبة 8.5% من الأسر كان لديها معيلات من الإناث دون وجود شريك، بينما كانت نسبة 3.7% من الأسر لديها معيلون من الذكور دون وجود شريكة وكانت نسبة 53.9% من غير العائلات. تألفت نسبة 41.6% من أصل جميع الأسر من عدة أفراد يعيشون في نفس المنزل ونسبة 18.3% كانت تتألف من شخص يعيش بمفرده يبلغ من العمر 65 عاماً أو أكثر. وبلغ متوسط حجم الأسرة المعيشية 2.05، أما متوسط حجم العائلات فبلغ 2.88.
بلغ العمر الوسطي للسكان 46.9 عاماً. وكانت نسبة 16.9% من القاطنين تحت سن الثامنة عشر، وكانت نسبة 6.1% بين الثامنة عشر والرابعة والعشرين عاماً، ونسبة 24.1% كانت واقعةً في الفئة العمرية ما بين الخامسة والعشرين والرابعة والأربعين عاماً، ونسبة 26.3% كانت ما بين الخامسة والأربعين والرابعة والستين، ونسبة 24.9% كانت ضمن فئة الخامسة والستين عاماً فما فوق. يوجد لكل 100 أنثى 109.1 ذكر، ويوجد لكل 100 أنثى في الثامنة عشر من عمرها فما فوق 109.0 ذكر.
بلغ متوسط دخل الأسرة في المدينة 35,973 دولارًا، أما متوسط دخل العائلة فبلغ 45,318 دولارًا. وكان متوسط دخل الذكور 33,999 دولارًا مقابل 27,461 دولارًا للإناث. وسجل دخل الفرد الخاص بالمدينة 25,957 دولارًا. وكانت نسبة 11.2% من العائلات ونسبة 15.1% من السكان تحت خط الفقر، وكان من هؤلاء نسبة 28.8% تحت سن الثامنة عشر ونسبة 6.8% في الخامسة والستين من العمر وما فوق.

### تعداد عام 2010
بلغ عدد سكان بالم سبرينغس 44,552 نسمة بحسب تعداد عام 2010، وبلغ عدد الأسر 22,746 أسرة وعدد العائلات 8,665 عائلة مقيمة في المدينة. في حين سجلت الكثافة السكانية 181.7 نسمة لكل كيلومتر مربع (470.6/ميل2). وبلغ عدد الوحدات السكنية 34,794 وحدة بمتوسط كثافة قدره 141.9 لكل كيلومتر مربع (367.5/ميل2).
وتوزع التركيب العرقي للمدينة بنسبة 75.69% من البيض و4.45% من الأمريكيين الأفارقة و1.05% من الأمريكيين الأصليين و4.42% من الأمريكيين ذوي الأصول الآسيوية و0.16% من سكان جزر المحيط الهادئ و11.11% من الأعراق الأخرى و3.12% من عرقين مختلطين أو أكثر و25.33% من الهسبانيون أو اللاتينيون من أي عرق.
بلغ عدد الأسر 22,746 أسرة كانت نسبة 14.7% منها لديها أطفال تحت سن الثامنة عشر تعيش معهم، وبلغت نسبة الأزواج القاطنين مع بعضهم البعض 25.6% من أصل المجموع الكلي للأسر، ونسبة 8.7% من الأسر كان لديها معيلات من الإناث دون وجود شريك، بينما كانت نسبة 3.8% من الأسر لديها معيلون من الذكور دون وجود شريكة وكانت نسبة 61.9% من غير العائلات. تألفت نسبة 44% من أصل جميع الأسر من عدة أفراد يعيشون في نفس المنزل ونسبة 18.9% كانت تتألف من شخص يعيش بمفرده يبلغ من العمر 65 عاماً أو أكثر. وبلغ متوسط حجم الأسرة المعيشية 1.93، أما متوسط حجم العائلات فبلغ 2.82.
بلغ العمر الوسطي للسكان 51.6 عاماً. وكانت نسبة 13.7% من القاطنين تحت سن الثامنة عشر، وكانت نسبة 5.8% بين الثامنة عشر والرابعة والعشرين عاماً، ونسبة 19.4% كانت واقعةً في الفئة العمرية ما بين الخامسة والعشرين والرابعة والأربعين عاماً، ونسبة 34.6% كانت ما بين الخامسة والأربعين والرابعة والستين، ونسبة 26.5% كانت ضمن فئة الخامسة والستين عاماً فما فوق. وتوزع التركيب الجنسي للسكان بنسبة 56.4% ذكور و43.6% إناث.

## المناخ
يظهر الجدول التالي التغييرات المناخية على مدار السنة لبالم سبرينغس:
| البيانات المناخية لـبالم سبرينغس     | البيانات المناخية لـبالم سبرينغس | البيانات المناخية لـبالم سبرينغس | البيانات المناخية لـبالم سبرينغس | البيانات المناخية لـبالم سبرينغس | البيانات المناخية لـبالم سبرينغس | البيانات المناخية لـبالم سبرينغس | البيانات المناخية لـبالم سبرينغس | البيانات المناخية لـبالم سبرينغس | البيانات المناخية لـبالم سبرينغس | البيانات المناخية لـبالم سبرينغس | البيانات المناخية لـبالم سبرينغس | البيانات المناخية لـبالم سبرينغس | البيانات المناخية لـبالم سبرينغس |
| الشهر                                | يناير                            | فبراير                           | مارس                             | أبريل                            | مايو                             | يونيو                            | يوليو                            | أغسطس                            | سبتمبر                           | أكتوبر                           | نوفمبر                           | ديسمبر                           | المعدل السنوي                    |
| ------------------------------------ | -------------------------------- | -------------------------------- | -------------------------------- | -------------------------------- | -------------------------------- | -------------------------------- | -------------------------------- | -------------------------------- | -------------------------------- | -------------------------------- | -------------------------------- | -------------------------------- | -------------------------------- |
| الدرجة القصوى °ف (°م)                | 95 (35)                          | 99 (37)                          | 104 (40)                         | 112 (44)                         | 116 (47)                         | 122 (50)                         | 123 (51)                         | 123 (51)                         | 121 (49)                         | 116 (47)                         | 102 (39)                         | 93 (34)                          | 123 (51)                         |
| متوسط درجة الحرارة الكبرى °ف (°م)    | 70.8 (21.6)                      | 74.0 (23.3)                      | 80.4 (26.9)                      | 87.7 (30.9)                      | 95.7 (35.4)                      | 103.7 (39.8)                     | 108.1 (42.3)                     | 107.3 (41.8)                     | 101.9 (38.8)                     | 91.2 (32.9)                      | 78.5 (25.8)                      | 69.2 (20.7)                      | 89.0 (31.7)                      |
| المتوسط اليومي °ف (°م)               | 58.1 (14.5)                      | 61.0 (16.1)                      | 66.3 (19.1)                      | 72.6 (22.6)                      | 80.0 (26.7)                      | 87.2 (30.7)                      | 92.8 (33.8)                      | 92.4 (33.6)                      | 86.9 (30.5)                      | 76.7 (24.8)                      | 65.0 (18.3)                      | 56.6 (13.7)                      | 74.6 (23.7)                      |
| متوسط درجة الحرارة الصغرى °ف (°م)    | 45.4 (7.4)                       | 48.0 (8.9)                       | 52.2 (11.2)                      | 57.4 (14.1)                      | 64.3 (17.9)                      | 70.8 (21.6)                      | 77.5 (25.3)                      | 77.6 (25.3)                      | 71.9 (22.2)                      | 62.3 (16.8)                      | 51.6 (10.9)                      | 44.1 (6.7)                       | 60.3 (15.7)                      |
| أدنى درجة حرارة °ف (°م)              | 19 (−7)                          | 24 (−4)                          | 29 (−2)                          | 34 (1)                           | 36 (2)                           | 44 (7)                           | 54 (12)                          | 52 (11)                          | 46 (8)                           | 30 (−1)                          | 23 (−5)                          | 23 (−5)                          | 19 (−7)                          |
| الهطول إنش (مم)                      | 1.15 (29)                        | 1.11 (28)                        | 0.53 (13)                        | 0.06 (1.5)                       | 0.02 (0.51)                      | 0.02 (0.51)                      | 0.13 (3.3)                       | 0.29 (7.4)                       | 0.23 (5.8)                       | 0.24 (6.1)                       | 0.32 (8.1)                       | 0.87 (22)                        | 4.97 (126)                       |
| متوسط أيام هطول الأمطار (≥ 0.01 in)  | 3.1                              | 3.2                              | 1.6                              | 0.6                              | 0.2                              | 0                                | 0.6                              | 0.9                              | 0.8                              | 0.7                              | 0.8                              | 1.9                              | 14.4                             |
| المصدر: NOAA (extremes 1917–present) |                                  |                                  |                                  |                                  |                                  |                                  |                                  |                                  |                                  |                                  |                                  |                                  |                                  |

## أعلام
- تيموثي برادلي
- أليسون لوهمان
- جين وايمان
- جيسي جيمس
- ميا مالكوفا
- كاميرون كرو
- حول حوصر
- هاورد هوكس
- اليانور باركر
- جانيت جاينور